# Myrtea pseudocorbis
Myrtea pseudocorbis is een tweekleppigensoort uit de familie van de Lucinidae. De wetenschappelijke naam van de soort is voor het eerst geldig gepubliceerd in 1952 door Nickles.